# إدوارد جونز (لاعب كريكت)
إدوارد جونز (11 مارس 1896 في المملكة المتحدة - 23 نوفمبر 1978 في المملكة المتحدة) (بالإنجليزية: Edward Jones)‏ هو لاعب كريكت بريطاني (وحمل سابقاً جنسية المملكة المتحدة لبريطانيا العظمى وأيرلندا). لعب مع نادي مقاطعة غلاموركن للكريكت ‏.

## وصلات خارجية
- إدوارد جونز على موقع إي آس بي آن كريك إنفو (الإنجليزية)